# ティム・フェーラン
ティム・フェーラン（Tim Whelan、1893年11月2日 – 1957年8月12日）は、アメリカ合衆国の映画監督、脚本家、プロデューサー、俳優で、1940年の映画『バグダッドの盗賊 (The Thief of Bagdad)』などで知られる。
日本語では、同時代にはティム・ホエラン、後年にはティム・ウィーラン、ティム・ウェランなどの表記も見られた。

## 家族
死去した際には、女優であった妻ミリアム・シーガーとふたりの息子たち、マイケル (Michael) とティム・ジュニア (Tim Jr.) が後に遺された。未亡人となったシーガーは、夫の死後53年間も長生きして2011年1月2日に103歳で死去した。
ティム・ジュニアは長じて映画監督となり、1962年の映画『Out of the Tiger's Mouth』を監督して第12回ベルリン国際映画祭コンペティション部門に出品するなどしたが、1997年に死去した。

## おもなフィルモグラフィ
特記のないものは、監督作品。
- ロイドの要心無用 Safety Last!（1923年）- 原作
- デパート娘大学 My Best Girl（1923年）- 脚色
- 猛進ロイド Girl Shy（1923年）- 脚本
- 初陣ハリー Tramp, Tramp, Tramp（1926年）- 原作
- 高速度珍婚膝栗毛 Adam's Apple（1928年）- 監督/原作
- When Knights Were Bold（1929年）
- The Fall Guy（1930年）
- The Crooked Circle（1932年）
- 頓珍漢嫁探し Girl Crazy（1932年）- 脚本
- 頓珍漢大勝利 Hold 'Em Jail（1932年）- 原作
- It's a Boy（1933年）
- Aunt Sally（1933年）
- ナイヤガラ珍婚旅行 Out All Night（1933年）- 原作
- The Camels are Coming（1934年）
- 舗道の殺人 The Murder Man（1935年）- 監督/脚本/原作
- The Perfect Gentleman（1935年）
- Two's Company（1936年）
- 再び戦場へ Farewell Again（1937年）
- Action for Slander（1937年）
- Smash and Grab（1937年）
- The Mill on the Floss（1937年）
- 淑女は離婚がお好き The Divorce of Lady X（1938年）
- セント・マーティンの小径 Sidewalks of London（1938年）- 脚本/監督
- スパイは暗躍する Q Planes（1939年）
- バグダッドの盗賊 The Thief of Bagdad（1940年）
- 国際淑女 International Lady（1941年）
- ツイン・ベッド Twin Beds（1942年）
- Seven Days' Leave（1942年）
- Swing Fever（1943年）
- 芸人ホテル Step Lively（1944年）
- 群盗の町 Badman's Territory（1946年）
- 吸血婦 This Was a Woman（1948年）